# Santa Rita (Paraguay)
Santa Rita è un centro abitato del Paraguay, nel Dipartimento dell'Alto Paraná. Forma uno dei 20 distretti del dipartimento.

## Popolazione
Al censimento del 2002 Santa Rita contava una popolazione urbana di 8.572 abitanti (16.427 nel distretto).